# Isabel Coursier
Isabel Patricia Coursier (geboren am 21. März 1906; gestorben am 15. Oktober 1990) war eine kanadische Skisportlerin und Weltrekordhalterin im Skispringen.

## Werdegang
Isabel Coursier bekam mit acht Jahren von ihren Eltern ein Paar Ski geschenkt, auf denen sie Skispringen, Skilanglauf und Skijöring ausübte.
1922, mit gerade einmal 16 Jahren, brach sie den zwölf Jahre lang bestehenden Weltrekord im Skispringen der Frauen mit einer Leistung von 25,6 Metern auf dem Nels Nelsen Ski Jump im kanadischen Revelstoke, als sie an den kanadischen Junioren-Meisterschaften teilnahm und Dritte wurde.
In den folgenden Jahren studierte sie an der University of Physical Education in Montreal und übte neben Skispringen auch Leichtathletik, Tennis, Eishockey, Basketball und Baseball aus und war in einigen dieser Disziplinen auch in Wettkämpfen erfolgreich.
1928 holte sie sich, erneut in Revelstoke, mit ihrer persönlichen Bestweite von 31,4 Metern den Weltrekord zurück, den sie dann auch drei weitere Jahre lang hielt. Wesentlich länger hielt sie mit dieser Weite den Landesrekord Kanadas.
Im nächsten Jahr beendete sie ihre sportliche Karriere und zog in das Vereinigte Königreich, wo sie als Sport- und Skilehrerin arbeitete. Im Laufe der 1950er Jahre zog sie mehrmals zwischen Kanada und Großbritannien um und studierte Kunst. Von 1961 bis 1967 arbeitete Isabel Coursier in Schottland als Lehrerin. Danach kehrte sie zum wiederholten Male nach Kanada zurück, wo sie bis zu ihrem Tod lebte.

## Wirken und Symbol für das Frauenskispringen
In einem Interview 1968 bemängelte Isabel Coursier die zunehmende Kommerzialisierung des Skisports und vermisste die Ursprünglichkeit und Romantik des Wintersports zur Zeit ihrer Karriere. Sessellifte benutzte sie nie, da sie das Aufwärmen durch das Hinaufsteigen auf den Berg als notwendig empfand.
Zur Zeit von Coursiers sportlicher Karriere durften Frauen in Kanada nur mit männlicher Begleitung im Tandem an der Hand springen. Isabel Coursier lehnte das ab und hatte auch sonst Probleme in dem damals fast nur von Männern ausgeübten Sport, zum Beispiel wollte der damalige Weltrekordler und Lokalmatador von Revelstoke, Nels Nelsen, sie nicht trainieren, weil sie eine Frau war.
Da sie trotzdem ihre Erfolge im Skispringen erzielte, sah die kanadische Skispringerin Zoya Lynch in ihr ein Symbol für Gleichberechtigung und Respekt für Frauen und das Frauenskispringen. Zoya Lynch kämpfte für einen Damenwettbewerb bei den Olympischen Winterspielen 2010 in Vancouver und beschrieb, im Kontext zur Geschichte Coursiers, eine erfrischende Gleichberechtigung in Revelstoke im Gegensatz zur Diskriminierung im Skispringen anderswo.
Dadurch wurde Miriam Manley, Vorsitzende von Arts Revelstoke, auf Isabel Coursier aufmerksam und veranlasste die Errichtung eines Denkmals, das Isabel Coursier mit Skiern in der Hand zeigt und für Gleichberechtigung im Sport und die Unterstützung von Skisportlerinnen in der Region stehen soll. Die Statue wurde von Ruth Abernathy aus Bronze gefertigt und am 26. September 2022, annähernd 100 Jahre nach Coursiers erstem Weltrekord enthüllt.